# 診療放射線技師学校養成所指定規則
診療放射線技師学校養成所指定規則（しんりょうほうしゃせんぎしがっこうようせいじょしていきそく）は、1951年（昭和26年）12月11日に、日本国の診療放射線技師法に基づき文部省・厚生省令第4号として公布された省令である。

## 教育内容
- 基礎分野
  - 科学的思考の基盤
  - 人間と生活
- 専門基礎分野
  - 人体の構造と機能及び疾病の成り立ち
  - 保健医療福祉における理工学的基礎並びに放射線の科学及び技術
- 専門分野
  - 診療画像技術学
  - 核医学検査技術学
  - 放射線治療技術学
  - 医用画像情報学
  - 放射線安全管理学
  - 臨床実習